# Duchy ze szkolnej ławki
Duchy ze szkolnej ławki (hiszp. Promoción fantasma) – hiszpańska komedia przygodowa z gatunku fantasy z 2012 roku  wyreżyserowana przez Javiera Ruiza Caldera. Wyprodukowana przez wytwórnię Hispano Foxfilms S.A.E.
Premiera filmu miała miejsce 3 lutego 2012 roku w Hiszpanii. W Polsce premiera filmu odbyła się 8 listopada 2012 roku.

## Opis fabuły
Nauczyciel Modesto (Raúl Arévalo) od dziecka widuje duchy. Ten niezwykły dar uważa jednak za objaw choroby psychicznej. Życie znerwicowanego belfra zmienia się, gdy dostaje on pracę w liceum Monforte – szkole opanowanej przez duchy kilkorga zmarłych uczniów.

## Obsada
Źródło: Filmweb
- Raúl Arévalo jako Modesto
- Alexandra Jiménez jako Tina
- Andrea Duro jako Mariví
- Jaime Olías jako Jorge
- Àlex Maruny jako Dani
- Anna Castillo jako Ángela
- Javier Bódalo jako Pinfloy
- Aura Garrido jako Elsa

i inni.

## Nagrody i nominacje
Źródło: The Internet Movie Database
| Rok  | Miejsce                                         | Nagroda                | Kategoria                 | Odbiorcy i nominowani | Wynik     |
| ---- | ----------------------------------------------- | ---------------------- | ------------------------- | --------------------- | --------- |
| 2013 | Brussels International Festival of Fantasy Film | Golden Raven           | International Competition | Javier Ruiz Caldera   | Wygrana   |
| 2013 | Brussels International Festival of Fantasy Film | Pegasus Audience Award | Best Film                 | Javier Ruiz Caldera   | Wygrana   |
| 2013 | Neuchâtel International Fantasy Film Festival   | Imaging the Film Award |                           | Javier Ruiz Caldera   | Wygrana   |
| 2013 | Neuchâtel International Fantasy Film Festival   | Narcisse Award         | Best Feature Film         | Javier Ruiz Caldera   | Nominacja |